# Gilberto Serembe
Gilberto Serembe (Milán, 17 de diciembre de 1955) es un director de orquesta y profesor italiano.

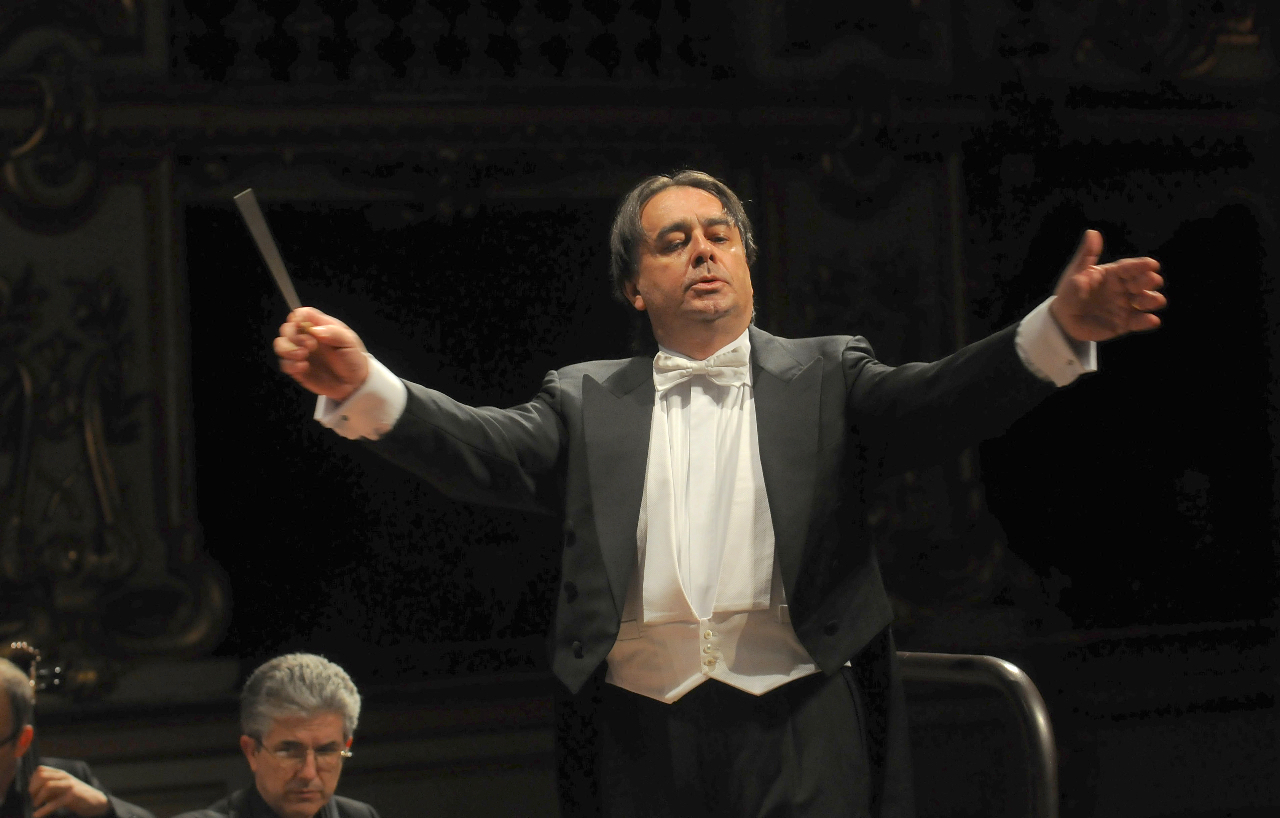
Gilberto Serembe

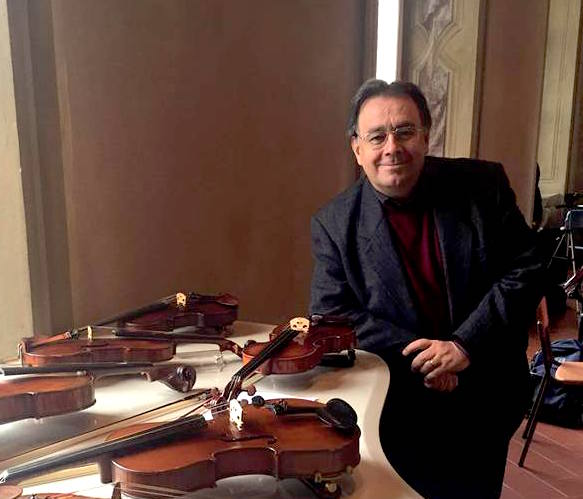
Gilberto Serembe

## Biografía
Estudió composición y dirección de orquesta en el Conservatorio "Giuseppe Verdi" de Milán con Bruno Bettinelli y Mario Gusella. Posteriormente, frecuentó el curso superior de dirección de orquesta en la Accademia Chigiana de Siena bajo la tutela de Franco Ferrara.
Ha dirigido muchas orquestas de renombre italianas y europeas entre las cuales se encuentran: Orquesta sinfónica de la RAI de Turín, Orquesta de la Toscana de Florencia, Orquesta Sinfónica "Arturo Toscanini" de Parma, Orquesta del Teatro Regio de Turín, Orquesta del Teatro Massimo de Palermo, Orquesta "Pomeriggi Musicali" de Milán, Orquesta sinfónica "Haydn" de Trento y Bolzano, Göteborgs Symphoniker (Suecia), BRT Filharmonisch Orkest Brussels (Bélgica), Turku Philharmonic (Finlandia).
Como docente, ha impartido cursos de dirección de orquesta en la Academia de Música de Pescara, y el era Profesor de dirección en el Conservatorio "Luca Marenzio" de Brescia. En 2013 fundó la Italian Conducting Academy de Milán, donde es también el profesor principal.
Entre sus alumnos más famosos cabe destacar: Álvaro Albiach, Roberto Forés Veses, Riccardo Frizza, Fabio Mastrangelo, Matteo Pagliari y Daniele Rustioni.
Está casado con la compositora Elisabetta Brusa.